# Стрельбицкий, Михаил
Михаил Стрельбицкий (укр. Михайло Стрільбицький; 1728, Миргород — 1807, Могилёв-Подольский) — протопоп в княжестве Молдавском.

## Биография

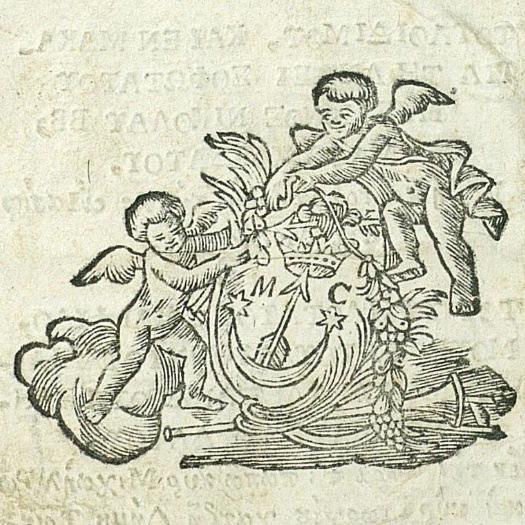
Герб типографа Михаила Стрельбицкого.

Родился в семье священника в 1728 году, в городе Миргороде, Полтавского полка Гетманщины. Принадлежал к роду Стрельбицких, который имеет древнее шляхетско-казацкое происхождение, известен на Руси со времён Галицко-Волынского княжества.
Первичное обучение получил дома, в дальнейшем учился в Киево-Могилянской академии. В середине XVIII века жил и работал в городе Яссы, где вместе с сыном Поликарпом открыл «Новую типографию», в которой печатали книги на церковнославянском, западнорусском, греческом, русском, молдавском и других языках. В 1789 году в ней был отпечатан славяно-молдавский словарь, публиковались календари и прочая переводная литература. Принимал активное участие в войне с турками во время штурма турецкой крепости Измаил, находился в казацком войске и участвовал в штурме Измаила.
В 1792 году вместе с типографией переехал в Дубоссары, где в 1794 году были напечатаны «Букварь, или Начальное обучение хотящим учиться книг письмены славянски» и «Часослов». Впервые в истории молдавской письменности Стрельбицкий стал применять русский гражданский шрифт вместо церковнославянского.
В конце жизни переехал в город Могилёв-Подольский. Его отец был братом лохвицкого войскового товарища Стефана Васильевича Стрельбицкого — деда известного географа и картографа — Ивана Афанасьевича Стрельбицкого.
16 мая 1792 года императрица всероссийская Екатерина II подписала Указ, следующего содержания:

«Молдавскому протопопу Михаилу Стрѣльбицкому в награждение службы его, оказанной нам в течение минувшей с Турками войны, повелеваем отвесть землю в Дубоссарах для водворения его и позволить ему завести тамо типографию для печатания книг на греческом, российском, молдавском и прочих языках, производя ему пенсию по триста рублей в год»…

Умер в 1807 году в Могилёве-Подольском.

## Книги и гравюры Михаила Стрильбицкого
- М. Стрельбицкий. Монограмма Митрополита Гавриила, в книге «Катавасиер», 1778